# OPNsense
OPNsense es un Software de código abierto, basado en una adaptación de FreeBSD modificada para su uso como Enrutador y Cortafuegos (Firewall). Es desarrollado principalmente por Deciso, empresa que fabrica hardware y vende paquetes de soporte para OPNsense.
Nació el 2014 como una bifurcación de pfSense, que a su vez es una bifurcación de m0n0wall. Siendo su lanzada su primera versión oficial en enero de 2015.
En cuanto al desarrollo, presenta un ciclo de lanzamiento fijo de dos versiones principales en cada año, lo que le ofrece a las empresas la oportunidad de planificar las actualizaciones con antelación. Además OPNsense ofrece actualizaciones de seguridad semanales con pequeños incrementos entre versiones, para reaccionar sobre las nuevas amenazas emergentes dentro de un tiempo acotado.

## Características
La siguiente lista muestra algunas funcionalidades que se incluyen en el sistema.
- Firewall
- Traffic Shaper
- Network Address Translation (NAT)
- Multi-WAN
- Alta disponibilidad y respaldo por falla de hardware (CARP)
- Balance de carga
- Sistema de detección y prevención de intrusos
- Soporte de VPN, que puede ser desarrollado en OpenVPN, IPsec,  y en PPTP
- Servidor PPPoE
- Servidor DNS
- Portal Cautivo
- Servidor DHCP

OPNsense cuenta con un gestor de paquetes para ampliar sus funcionalidades, al elegir el paquete deseado el sistema automáticamente lo descarga e instala. Existen varios módulos disponibles, entre los que se encuentran: BIND (DNS), HAProxy, WireWard, AdGuard, ClamAV, entre otros.

## Controversias con pfSense
En noviembre de 2017, un grupo de expertos de la Organización Mundial de Propiedad Intelectual determinó que Netgate, titular de los derechos de autor de pfSense, utilizó el dominio opnsense.com de mala fe para desacreditar a OPNsense, y obligó a Netgate a transferir la propiedad del dominio a Deciso.
Algo similar ocurrió en reddit, donde el sub-reddt /r/opnsense fue ocupado y se tuvo que solicitar el traspaso de ese sub-reddit a los desarrolladores.